# Kryptobaatar
Kryptobaatar — рід викопних ссавців ряду Багатогорбкозубі (Multituberculata). Це були дрібні, гризуноподібні ссавці. Представники роду були всеїдними та живились, крім рослинної їжі, ще й дрібними плазунами. Вони жили в епоху динозаврів, у кінці крейди на території Центральної Азії.

## Види
- Рід †Kryptobaatar Kielan-Jaworowska, 1970 [Gobibaatar Kielan-Jaworowska, 1970 , Tugrigbaatar Kielan-Jaworowska & Dashzeveg, 1978]
  - †K. saichanensis Kielan-Jaworowska & Dashzeveg, 1978 [Tugrigbaatar saichaenensis Kielan-Jaworowska & Dashzeveg, 1978??]
  - †K. dashzevegi Kielan-Jaworowska, 1970
  - †K. mandahuensis  Smith, Guo & Sun, 2001
  - †K. gobiensis Kielan-Jaworowska, 1970 [Gobibaatar parvus Kielan-Jaworowska, 1970 ]

Інколи всі види вважаються синонімами виду Kryptobaatar dashzevegi.